# Dyskografia Muse
Dyskografia Muse – brytyjskiego zespołu rockowego składa się z siedmiu albumów studyjnych, dwóch albumów koncertowych, jednej kompilacji, sześciu minialbumów, trzydziestu dwóch singli (w tym trzech promocyjnych) oraz cztery wideo.
Zespół został założony w 1994 roku przez Matthew Bellamy'ego (śpiew, gitara, keyboard), Chrisa Wolstenholme'a (gitara basowa, keyboard, śpiew towarzyszący), oraz Dominica Howarda (perkusja). W 1999 grupa zadebiutowała albumem Showbiz, który zajął 29. miejsce na liście UK Albums Chart, a także uzyskał status złotej płyty w Wielkiej Brytanii i Australii. Ich kolejny album, Origin of Symmetry został wydany 17 lipca 2001 roku i dotarł do drugiego miejsca we Francji oraz trzeciego w Wielkiej Brytanii i Irlandii. W 2002 roku zostało wydane ich pierwsze DVD koncertowe, zatytułowane Hullabaloo: Live at Le Zenith, Paris, które zdobyło status platynowej płyty w Australii. Trzeci studyjny album, Absolution zapewnił grupie szczyt na liście UK Albums Chart i SNEP, natomiast drugi singel z płyty „Time Is Running Out” dotarł do pierwszej dziesiątki listy UK Singles Chart. Na kolejnym albumie studyjnym, Black Holes and Revelations znalazł się singel „Supermassive Black Hole”, który stał się najwyżej notowanym singlem grupy w Wielkiej Brytanii. Kolejny singel „Starlight” jest pierwszym singlem grupy, który uzyskał status złotej płyty w Stanach Zjednoczonych. W 2008 roku zespół wydał swój pierwszy album koncertowy, HAARP, który uzyskał status srebrnej płyty w Wielkiej Brytanii oraz złotej w Stanach Zjednoczonych. Rok później został wydany ich piąty album, The Resistance który dotarł w wielu krajach do pierwszego miejsca. Dobra sprzedaż albumu spowodowała, że uzyskał on status diamentowej płyty we Francji, podwójnej platynowej w Wielkiej Brytanii, platynowej w Australii, Kanadzie, Irlandii i Szwajcarii oraz złotej w Austrii, Niemczech, Polsce i Stanach Zjednoczonych. Album otrzymał także nagrodę Grammy w kategorii Najlepszy album rockowy.

## Albumy studyjne
| 1999                                                    | Showbiz - Wydany: 4 października 1999 - Wytwórnia: Mushroom - Format: CD, DL, CC, 2LP, MD                                | 29 | 28 | – | 29 | 41 | –  | –  | –   | 45 | 59 | –  | 46 | 87 | 53 | 38 | –  | –  | –  | –  | –  | –   | - UK: platyna - AUS: złoto |
| 2001                                                    | Origin of Symmetry - Wydany: 17 lipca 2001 - Wytwórnia: Mushroom - Format: CD, 2LP, CC, DL, MD                           | 3  | 22 | 7 | 9  | 2  | 43 | –  | –   | 30 | 2  | 17 | 3  | 5  | 19 | 11 | 43 | –  | –  | –  | 14 | 161 | - UK: 2× platyna - AUS: platyna - SWI: złoto |
| 2003                                                    | Absolution - Wydany: 15 września 2003 - Wytwórnia: East West Records - Format: CD, CD+DVD, 2LP, DL, CC                   | 1  | 21 | 5 | 7  | 2  | 17 | 28 | 100 | 12 | 1  | 11 | 3  | 4  | 2  | 5  | 17 | –  | 7  | –  | 3  | 107 | - UK: 3× platyna - AUS: platyna - CAN: złoto - NZL: złoto - SWI: złoto - USA: platyna                                                                                           |
| 2006                                                    | Black Holes and Revelations - Wydany: 3 lipca 2006 - Wytwórnia: Warner Bros. Records - Format: CD, CD+DVD, 2LP, DL, CC   | 1  | 1  | 4 | 1  | 2  | 6  | 5  | 20  | 3  | 2  | 4  | 1  | 2  | 2  | 6  | 6  | 41 | 17 | 15 | 1  | 9   | - UK: 3× platyna - AUS: platyna - CAN: platyna - FIN: złoto - FRA: 3× platyna - GER: złoto - IRL: platyna - NZL: złoto - SWI: platyna - USA: złoto                              |
| 2009                                                    | The Resistance - Wydany: 14 sierpnia 2009 - Wytwórnia: Warner Bros. Records - Format: CD, CD+DVD, 2LP, DL, CD+DVD+2LP+DL | 1  | 1  | 1 | 1  | 1  | 1  | 1  | 2   | 3  | 1  | 1  | 1  | 1  | 1  | 1  | 1  | 15 | 2  | 8  | 1  | 3   | - UK: 2× platyna - AUS: platyna - AUT: złoto - CAN: platyna - FIN: platyna - FRA: diament - GER: platyna - IRL: platyna - NZL: platyna - POL: złoto - SWI: platyna - USA: złoto |
| 2012                                                    | The 2nd Law - Wydany: 1 października 2012 - Wytwórnia: Warner Bros. Records - Format: CD, CD+DVD (Limitowana), 2LP       | 1  | 2  | 1 | 1  | 1  | 2  | 2  | 2   | 1  | 1  | 2  | 2  | 1  | 1  | 1  | 1  | 2  | 1  | 6  | 1  | 2   | - UK: platyna - CAN: platyna - FIN: złoto - FRA: 3× platyna - IRL: złoto - NZL: złoto - POL: złoto - SWI: platyna                                                               |
| 2015                                                    | Drones - Wydany: 8 czerwca 2015 - Wytwórnia: Warner Bros. Records - Format: CD, CD+DVD                                   | 1  | 1  | 2 | 2  | 1  | 2  | 1  | 3   | 1  | 1  | 3  | 1  | 2  | 1  | 1  | 1  | 6  | 1  | 2  | 1  | 1   | - UK: złoto - CAN: złoto |
| „—” oznacza, że album nie był notowany na danej liście. | |    |    |   |    |    |    |    |     |    |    |    |    |    |    |    |    |    |    |    |    |     | |

## Albumy koncertowe
| 2008                                                    | HAARP - Wydany: 17 marca 2008 - Wytwórnia: Helium 3 - Format: CD+DVD, DL                                     | 2 | 21 | 3 | 27 | 4 | 5  | 2  | 2 | 6  | 46  | 18 | - UK: srebrna płyta - USA: złota płyta |
| 2013                                                    | Live at Rome Olympic Stadium - Wydany: 2 grudnia 2013 - Wytwórnia: Helium 3 - Format: CD+DVD, CD+Blu-ray, DL | 1 | 67 | 5 | 26 | 7 | 81 | 26 | – | 14 | 115 | 23 |                                        |
| „—” oznacza, że album nie był notowany na danej liście. | |   |    |   |    |   |    |    |   |    |     |    |                                        |

## Kompilacje
| 2002                                                    | Hullabaloo Soundtrack - Wydany: 30 czerwca 2002 - Wytwórnia: Taste / Mushroom - Format: 2CD, 2SACD, DL, 2CC | 10 | 38 | 27 | 9 | 47 | 23 | 11 | 26 | 12 | – | - UK: srebrna płyta |
| „—” oznacza, że album nie był notowany na danej liście. | |    |    |    |   |    |    |    |    |    |   |                     |

## EP
| Rok  | Dane dot. albumu                                                                              |
| ---- | --------------------------------------------------------------------------------------------- |
| 1998 | Muse EP - Wydany: 11 maja 1998 - Wytwórnia: Dangerous - Format: CD                            |
| 1999 | Muscle Museum EP - Wydany: 11 stycznia 1999 - Wytwórnia: Dangerous - Format: CD               |
| 2000 | Random 1-8 - Wydany: 4 października 2000 - Wytwórnia: Taste / Avex - Format: CD               |
| 2001 | Plug In Baby EP - Wydany: 12 marca 2001 - Wytwórnia: Columbia - Format: CD                    |
| 2001 | New Born EP - Wydany: 5 czerwca 2001 - Wytwórnia: Columbia - Format: CD                       |
| 2002 | Dead Star/In Your World - Wydany: 1 lipca 2002 - Wytwórnia: Naive / Cutting Edge - Format: CD |

## Dema
| Rok  | Dane dot. albumu                                                              |
| ---- | ----------------------------------------------------------------------------- |
| 1995 | This Is a Muse Demo - Nagrany: 1995 - Wytwórnia: Geobell Records - Format: CC |
| 1997 | Newton Abbot Demo - Nagrany: 1996-97 - Wytwórnia: Nieznana - Format: CC       |
| 1999 | 2 Tracks - Nagrany: 1999 - Wytwórnia: Mushroom - Format: CC, CD               |

## Single
| Rok                                                      | Singel                                     | Pozycje na listach przebojów | Pozycje na listach przebojów | Pozycje na listach przebojów | Pozycje na listach przebojów | Pozycje na listach przebojów | Pozycje na listach przebojów | Pozycje na listach przebojów | Pozycje na listach przebojów | Pozycje na listach przebojów | Pozycje na listach przebojów | Pozycje na listach przebojów | Certyfikat                                                   | Album                                          |
| Rok                                                      | Singel                                     | UK                           | AUS                          | AUT                          | FRA                          | HOL                          | IRL                          | NOR                          | NZL                          | SWI                          | USA                          | USA Alt.                     | Certyfikat                                                   | Album                                          |
| -------------------------------------------------------- | ------------------------------------------ | ---------------------------- | ---------------------------- | ---------------------------- | ---------------------------- | ---------------------------- | ---------------------------- | ---------------------------- | ---------------------------- | ---------------------------- | ---------------------------- | ---------------------------- | ------------------------------------------------------------ | ---------------------------------------------- |
| 1999                                                     | „Uno”                                      | 73                           | –                            | –                            | –                            | –                            | –                            | –                            | –                            | –                            | –                            | –                            |                                                              | Showbiz                                        |
| 1999                                                     | „Cave”                                     | 52                           | –                            | –                            | –                            | –                            | –                            | –                            | –                            | –                            | –                            | –                            |                                                              | Showbiz                                        |
| 1999                                                     | „Muscle Museum”                            | 43                           | –                            | –                            | –                            | 100                          | –                            | –                            | –                            | –                            | –                            | –                            |                                                              | Showbiz                                        |
| 2000                                                     | „Sunburn”                                  | 22                           | –                            | –                            | –                            | –                            | –                            | –                            | –                            | –                            | –                            | –                            |                                                              | Showbiz                                        |
| 2000                                                     | „Unintended”                               | 20                           | –                            | –                            | –                            | 99                           | –                            | 5                            | –                            | –                            | –                            | –                            |                                                              | Showbiz                                        |
| 2001                                                     | „Plug In Baby”                             | 11                           | –                            | –                            | 40                           | 63                           | 44                           | –                            | –                            | 88                           | –                            | –                            |                                                              | Origin of Symmetry                             |
| 2001                                                     | „New Born”                                 | 12                           | –                            | –                            | 65                           | –                            | 35                           | –                            | –                            | –                            | –                            | –                            |                                                              | Origin of Symmetry                             |
| 2001                                                     | „Bliss”                                    | 22                           | –                            | –                            | 87                           | 70                           | –                            | –                            | –                            | –                            | –                            | –                            |                                                              | Origin of Symmetry                             |
| 2001                                                     | „Hyper Music/Feeling Good”                 | 24                           | –                            | –                            | –                            | –                            | –                            | –                            | –                            | –                            | –                            | –                            |                                                              | Origin of Symmetry                             |
| 2002                                                     | „Dead Star/In Your World”                  | 13                           | –                            | –                            | 76                           | 69                           | 32                           | –                            | –                            | –                            | –                            | –                            |                                                              | Hullabaloo Soundtrack                          |
| 2003                                                     | „Stockholm Syndrome”                       | –                            | –                            | –                            | –                            | –                            | –                            | –                            | –                            | –                            | –                            | 31                           |                                                              | Absolution                                     |
| 2003                                                     | „Time Is Running Out”                      | 8                            | –                            | –                            | 58                           | 50                           | 26                           | –                            | –                            | 38                           | –                            | 9                            |                                                              | Absolution                                     |
| 2003                                                     | „Hysteria”                                 | 17                           | –                            | –                            | 77                           | 92                           | –                            | –                            | –                            | –                            | –                            | 9                            |                                                              | Absolution                                     |
| 2004                                                     | „Sing for Absolution”                      | 16                           | –                            | –                            | 47                           | 7                            | 36                           | –                            | –                            | –                            | –                            | –                            |                                                              | Absolution                                     |
| 2004                                                     | „Apocalypse Please”                        | –                            | –                            | –                            | –                            | –                            | –                            | –                            | –                            | –                            | –                            | –                            |                                                              | Absolution                                     |
| 2004                                                     | „Butterflies and Hurricanes”               | 14                           | –                            | –                            | 70                           | 29                           | 38                           | –                            | –                            | –                            | –                            | –                            |                                                              | Absolution                                     |
| 2006                                                     | „Supermassive Black Hole”                  | 4                            | 34                           | –                            | 51                           | 39                           | 16                           | –                            | –                            | 33                           | –                            | 6                            |                                                              | Black Holes and Revelations                    |
| 2006                                                     | „Starlight”                                | 13                           | 46                           | –                            | 26                           | 52                           | 23                           | 10                           | –                            | 30                           | –                            | 2                            | - USA: złota płyta                                           | Black Holes and Revelations                    |
| 2006                                                     | „Knights of Cydonia”                       | 10                           | –                            | –                            | –                            | 91                           | –                            | 20                           | –                            | –                            | –                            | 10                           |                                                              | Black Holes and Revelations                    |
| 2007                                                     | „Invincible”                               | 21                           | –                            | –                            | 89                           | –                            | –                            | –                            | –                            | –                            | –                            | –                            |                                                              | Black Holes and Revelations                    |
| 2007                                                     | „Map of the Problematique”                 | 18                           | –                            | –                            | –                            | –                            | –                            | –                            | –                            | –                            | –                            | –                            |                                                              | Black Holes and Revelations                    |
| 2009                                                     | „Uprising”                                 | 9                            | 23                           | 29                           | 74                           | 22                           | 11                           | 4                            | 12                           | 8                            | 37                           | 1                            | - AUS: złota płyta - CAN: złota płyta - USA: platynowa płyta | The Resistance                                 |
| 2009                                                     | „Undisclosed Desires”                      | 49                           | 11                           | 45                           | –                            | 70                           | 12                           | –                            | 12                           | 21                           | –                            | 4                            | - AUS: platynowa płyta                                       | The Resistance                                 |
| 2010                                                     | „Resistance”                               | 38                           | –                            | –                            | –                            | –                            | –                            | –                            | –                            | –                            | –                            | 1                            |                                                              | The Resistance                                 |
| 2010                                                     | „Exogenesis: Symphony”                     | –                            | –                            | –                            | –                            | –                            | –                            | –                            | –                            | –                            | –                            | –                            |                                                              | The Resistance                                 |
| 2010                                                     | „Neutron Star Collision (Love Is Forever)” | 11                           | 37                           | 40                           | –                            | 25                           | 35                           | 10                           | 27                           | 36                           | 77                           | 14                           |                                                              | The Twilight Saga: Eclipse (ścieżka dźwiękowa) |
| 2012                                                     | „Survival”                                 | 22                           | 72                           | 90                           | 18                           | 87                           | 68                           | –                            | 12                           | 40                           | –                            | –                            |                                                              | The 2nd Law                                    |
| 2012                                                     | „Madness”                                  | 25                           | 82                           | 43                           | 14                           | 67                           | 74                           | 9                            | 43                           | 27                           | 45                           | 1                            |                                                              | The 2nd Law                                    |
| 2012                                                     | „Follow Me”                                | –                            | –                            | –                            | 56                           | –                            | –                            | –                            | –                            | –                            | –                            | 19                           |                                                              | The 2nd Law                                    |
| 2013                                                     | „Supremacy”                                | 58                           | –                            | –                            | 84                           | –                            | –                            | –                            | –                            | 58                           | –                            | –                            |                                                              | The 2nd Law                                    |
| 2013                                                     | „Panic Station”                            | –                            | –                            | –                            | 107                          | –                            | –                            | –                            | –                            | –                            | –                            | 2                            |                                                              | The 2nd Law                                    |
| 2015                                                     | „Dead Inside”                              | 71                           | –                            | –                            | 23                           | –                            | –                            | –                            | –                            | 53                           | –                            | 11                           |                                                              | Drones                                         |
| 2017                                                     | „Dig Down"                                 | –                            | –                            | –                            | –                            | –                            | –                            | –                            | –                            | –                            | –                            | –                            |                                                              |                                                |
| „—” oznacza, że singel nie był notowany na danej liście. |                                            |                              |                              |                              |                              |                              |                              |                              |                              |                              |                              |                              |                                                              |                                                |

## DVD
| Rok  | Dane dot. wydawnictwa                                                                                        | Certyfikat             |
| ---- | --- | ---------------------- |
| 2002 | Hullabaloo: Live at Le Zenith, Paris - Wydany: 1 lipca 2002 - Wytwórnia: Mushroom - Format: 2DVD, VHS        | - AUS: platynowa płyta |
| 2005 | Absolution Tour - Wydany: 12 grudnia 2005 - Wytwórnia: Warner - Format: DVD                                  | - AUS: złota płyta     |
| 2008 | HAARP - Wydany: 17 marca 2008 - Wytwórnia: Helium-3 - Format: CD+DVD, DL                                     |                        |
| 2013 | Live at Rome Olympic Stadium - Wydany: 2 grudnia 2013 - Wytwórnia: Helium-3 - Format: CD+DVD, CD+Blu-ray, DL |                        |

## Teledyski
| Rok            | Tytuł                                           | Reżyser                      |
| -------------- | ----------------------------------------------- | ---------------------------- |
| 1999           | „Uno” (wersja pierwsza)                         | Nieznany                     |
| 1999           | „Uno” (wersja druga)                            | Wolf Gresenz & Bernard Wedig |
| 1999           | „Uno” (wersja trzecia)                          | Nieznany                     |
| 1999           | „Muscle Museum”                                 | Joseph Kahn                  |
| 2000           | „Sunburn”                                       | Nick Gordon                  |
| 2000           | „Unintended”                                    | Howard Greenhalgh            |
| 2001           |                                                 |                              |
| „Plug In Baby” | Howard Greenhalgh                               |                              |
| „New Born”     | David Slade                                     |                              |
| „Bliss”        | David Slade                                     |                              |
| „Hyper Music”  | David Slade                                     |                              |
| „Feeling Good” | David Slade                                     |                              |
| 2002           | „Dead Star”                                     | Thomas Kirk                  |
| 2002           | „In Your World”                                 | Matt Askem                   |
| 2003           | „Stockholm Syndrome”                            | Thomas Kirk                  |
| 2003           | „Stockholm Syndrome” (wersja amerykańska)       | Patrick Daughters            |
| 2003           | „Time Is Running Out”                           | John Hillcoat                |
| 2003           | „Time Is Running Out” (wersja amerykańska)      | Thomas Kirk                  |
| 2003           | „Hysteria”                                      | Matt Kirby                   |
| 2003           | „Hysteria” (wersja amerykańska)                 | Nieznany                     |
| 2004           | „Sing for Absolution”                           | Ark VFX                      |
| 2004           | „Apocalypse Please”                             | Thomas Kirk                  |
| 2004           | „Butterflies & Hurricanes”                      | Thomas Kirk                  |
| 2006           | „Supermassive Black Hole”                       | Floria Sigismondi            |
| 2006           | „Supermassive Black Hole” (wersja alternatywna) | Thomas Kirk                  |
| 2006           | „Knights of Cydonia”                            | Joseph Kahn                  |
| 2006           | „Starlight”                                     | Paul Minor                   |
| 2007           | „Invincible”                                    | Jonnie Ross                  |
| 2009           | „Uprising”                                      | Hydra                        |
| 2009           | „Undisclosed Desires”                           | Jonas Euvremer               |
| 2010           | „Resistance”                                    | Wayne Isham                  |
| 2010           | „Neutron Star Collision (Love Is Forever)”      | Anthony Mandler              |
| 2010           | „MK Ultra”                                      | MTV Exit                     |
| 2012           | „Survival”                                      | IOC Media                    |
| 2012           | „The 2nd Law: Unsustainable”                    | Thomas Kirk                  |
| 2012           | „Madness”                                       | Anthony Mandler              |
| 2012           | „The 2nd Law: Isolated System”                  | Thomas Kirk                  |
| 2012           | „Follow Me”                                     | Thomas Kirk                  |
| 2013           | „Supremacy”                                     | Terry Hall                   |
| 2013           | „Animals”                                       | Inês Freitas & Miguel Mendes |
| 2013           | „Panic Station”                                 | Muse                         |